# Euchromia jacksoni
Euchromia jacksoni là một loài bướm đêm thuộc phân họ Arctiinae, họ Erebidae.